# Cyathea leptochlamys
Cyathea leptochlamys là một loài thực vật có mạch trong họ Cyatheaceae. Loài này được Baker mô tả khoa học đầu tiên năm 1887.